# セドロ
セドロ(Cedro,学名:Cedrela odorata、別名:ニシインドチャンチン、英語名:Spanish cedar, Mexican cedar, Cigar-box cedar, Cedro-cheiroso) は、経済的に重要なセンダン科の樹木である。

## 特徴
セドロは、樹高30mから37m、胸高直径は60cmに及ぶ落葉性の高木である。葉は偶数または奇数羽状複葉、長さは15-50cm。10-22枚の小葉をつけ、小葉の長さは4.5-14cm、幅は2-4.5cm。 花は黄緑色で円錐花序をなす。萼は杯形で、縁は不規則な歯状であり、無毛。花弁の長さは幅の約3倍。 雌雄同株であり、雄花と雌花は同じ花序につくが、雌性先熟であり、雌花が先に開花する。メキシコでは5月から8月に開花し、翌年の1月から3月にかけての乾期に成熟する。果実は、長さ17.1mmから44.8mm、幅は14.0mmから21.1mmの長楕円形または楕円形の蒴果で裂開する。各果実は13から34個の成熟した種子を含む。

## 分類
セドロは熱帯アメリカにおいて、先史時代から木材として利用されてきた。スペインの探検家は、この木が旧世界のtrue cedars(マツ類)に似た芳香を持つことにちなんでこの木をcedroと呼んだ。初期の論文においてはこの属はCedrusとされた。 1756年にPatrick Browneが出版した"Civil and Natural History of Jamaica"において、Cedrelaが属名として制定された。同書の図版10に描かれた花と果実、および種子は間違い無くセドロのものであり、Browneのコメントもそれを裏付ける。 リンネは、Browneの図版をCedrela属および本種のタイプという位置づけで引用し、1759年にCedrela odorataとして発表した(Syst. Nat. ed. 10:940)。
それ以降、アメリカ大陸、インド、東南アジア、オーストラリア産の69の種が同属に分類された。1960年にSmithは、同属の再構成を行い、アジアやオーストラリア原産のものをチャンチン属(Toona)として分離し、Cedrela属にはアメリカ原産の種のみを残した。 Smithは、広く分布しているC.odorataとC.fissilisおよびC. angustifoliaが自然に交雑していること、またそのように仮定すればこれらの種の広範な表現形の多様性を説明できることを示唆した。この仮説を支持もしくは否定する実験的証拠はまだ得られていない。
Cedrela属の分類に関する最も新しい研究では、同属の種は7種に減らされている。この「セドロ」(common cedro)ことCedrela odorata L.には、C. mexicana M. J. Roem. を含む28の他の名の種が統合された。この結果として、再構成されたC. odorataは、高度な個体群多様性を持つ種となった。

## 分布
セドロは、メキシコ北部から西インド諸島、アルゼンチンに至る中南米の広範囲で、標高1200m以下の、季節的に乾燥する湿潤な熱帯・亜熱帯林に分布する。チアパス州のOcosingoでは、1800m地点まで観測される。ボリビアでは標高3000m付近でも発見された。北限は北緯26°にあるメキシコのシナロア州から南限は南緯26°にあるアルゼンチンのトゥクマン州である。
この種はまた、南フロリダ、ナイジェリア、タンザニア、ギアナ、シエラレオネ、フィジー諸島、 サモア、バハマ、クック諸島、南アフリカ、トンガ、ニューカレドニア などにも導入されている。
また、コートジボアール、ガーナ、マダガスカル、マレーシア、南アフリカ、フィリピン、ウガンダ、タンザニア、サモア、インドネシア、ソロモン諸島、スリランカなど各地のプランテーションに導入されている。さらにまた、マレーシア、パプア・ニューギニア、タイなどの小規模、試験的プランテーションにも導入されている。この樹木は非常に広範に導入・栽培されているため、出自を確認することはしばしば困難である。
セドロは、ガラパゴス諸島においては外来種として問題になっている。

## 成育環境
セドロは自然界では常に水捌けの良い土壌で見付かる。長い乾季にも耐えるが、3000ミリ以上の降雨地域、あるいは高密度の土壌や水分の多い土壌では繁殖しない。
セドロは、年間降水量1200mm〜2400mmで、2ヶ月から5ヶ月の乾季があるような環境でもっともよく成長する。木の成長と生殖は雨期の始まりと同期する。
セドロはまた、年間降水量1000mm以下の環境でも生息できるが、成長は遅く、ねじれた姿になる。年間降水量3500mmを越えるような地域にも散発的に生息するが、非常に水捌けのよい土地に限られる。
セドロの土壌条件に対する要求は厳しいが、その詳細は明らかでない。西インド諸島、トリニダード、メキシコや中央アメリカなどの調査では、セドロがよく見られる場所や良好に成育する場所では、共通して土壌の水捌けが良好であることが示されている。ある試験によれば、セドロは二次林での火災後の遺骸で富栄養化された土壌においてよりよく成長したので、土壌肥沃度もまた重要であると思われる。

## 利用

### 木材
セドロは、Cedrela属の中で、商業的にもっとも重要であり広範に分布する樹木である。セドロの心材は芳香と虫除け効果のある樹脂を含み、それは英語圏におけるスパニッシュシダー(スペイン杉)という一般名の由来でもある。 この芳香のある木材は、熱帯アメリカにおいて需要が多い。なぜならそれは、無加工でもシロアリや腐朽菌に対する耐性を持つためである。
セドロの木材は、葉巻の貯蔵箱の材料としてよく知られ、葉巻の保存はこれに限るとされる。
材の乾燥は早く、乾燥後も安定している。加工は容易で、耐久性もあるが、辺材はヒラタキクイムシの害を受けやすい。内装建具、羽目板、テーブル、ボートやカヌーデッキ などにも利用される。また、飛行機のプロペラとしても利用された。

### その他の利用
セドロは西インド諸島や南米では街路樹(Avenue)や緑蔭樹(shade tree)として重要であり、アフリカにも輸入されている。また、トリニダードではコーヒーやカカオのための緑陰樹として利用されている。

## マツタケとの共生
2013年2月、日本の森林総合研究所は、セドロを宿主としてマツタケを培養することに成功したと発表した。
マツタケの菌糸はアカマツなどの松の根を覆って菌根を形成し、そこから塊状の菌糸集団(シロ)を作り、シロから子実体(キノコ)を発生させる。人工的にこのような条件を整えることは困難なため、マツタケの栽培化は実現していない。 発表によれば、セドロにマツタケを接種し培養したところ、セドロに菌根ができシロも構成され、マツタケのシロ独特の香りがした。また、マツタケのシロを生成したセドロは、シロのないものより良好な成長を続けた。